# Neottia wardii
Neottia wardii là một loài thực vật có hoa trong họ Lan. Loài này được (Rolfe) Szlach. mô tả khoa học đầu tiên năm 1995.